# Thaddée Nguyễn văn Lý
Le père Thaddeus (Thadée) Nguyen Van Ly, né le 15 mai 1946, est un prêtre catholique vietnamien, qui compte parmi les principaux militants pour la démocratie au Vietnam. Son engagement lui a valu plus de 15 ans de prison. En raison de son emprisonnement et de sa constance dans la protestation non violente, Amnesty International a classé Nguyen Van Ly parmi les prisonniers de conscience en décembre 1983.

## Biographie
Né le 31 août 1947 dans la province de Quang Tri au centre du Viêt Nam, le père Nguyen Van Ly est ordonné en 1974. Il devient secrétaire  de l'archevêque Nguyen Kim Dien.
En septembre 1977, le père Ly est arrêté pour avoir distribué deux essais de l’archevêque Nguyen Kim Dien critiquant la répression religieuse du gouvernement vietnamien, et condamné à une peine de 20 ans : il est enfermé dans un camp de travail près de Hué. Après quelques mois, il est libéré sous condition :  on lui interdit toute activité religieuse. 
En 1983 nouvelles difficultés.[Lesquelles ?]
Responsables de la publication clandestine Tu do Ngôn luan (Liberté d’expression), il est de nouveau arrêté le 19 février 2007 à la suite d’un "contrôle administratif" de l’archevêché où il réside, à Hué, ses affaires mises sous séquestre ou emportées par la police, et d'autres animateurs de Tu do Ngôn luan, le père Chan Tin et le père Phan Van Loi, placés en résidence surveillée. Le Père Ly est placé en résidence surveillée ou, selon les sources, dans une paroisse isolée, enfin au camp de Bao Sao après voir été accusé d’avoir été en contact avec des   « réactionnaires » et organisé une organisation politique dissidente,. Ses deux neveux et sa nièce Mme Nguyen Thi Hoa,  veuve et mère de 4 enfants, arrêtée le 19 juin 2001 et ses frères MM Nguyen Vu Viet et Nguyen Truc Cuong sont ensuite accusés d'espionnage.
Son soutien au manifeste Bloc 8406 lui a coûté une nouvelle peine de huit ans de prison, au terme d'un procès expéditif pendant lequel il n'eut pas accès à un avocat. Avant ce procès, il avait déjà passé 14 ans en prison.
Le 30 juin 2009, 37 sénateurs américains ont adressé une lettre au président vietnamien Nguyen Minh Triet pour demander la libération « immédiate et inconditionnelle » de Nguyen Van Ly.